# Monaeses jabalpurensis
Monaeses jabalpurensis là một loài nhện trong họ Thomisidae.
Loài này thuộc chi Monaeses. Monaeses jabalpurensis được miêu tả năm 1992 bởi Pawan U. Gajbe & Rane.